# Al-Mahmudli
Al-Mahmudli (arab. المحمودلي) – miejscowość w Syrii, w muhafazie Ar-Rakka. W 2004 roku liczyła 2713 mieszkańców.